# Paul Kauhausen
Paul Kauhausen (* 30. Mai 1898 in Düsseldorf; † 15. Oktober 1957 ebenda) war ein deutscher Historiker und Archivar.

## Leben

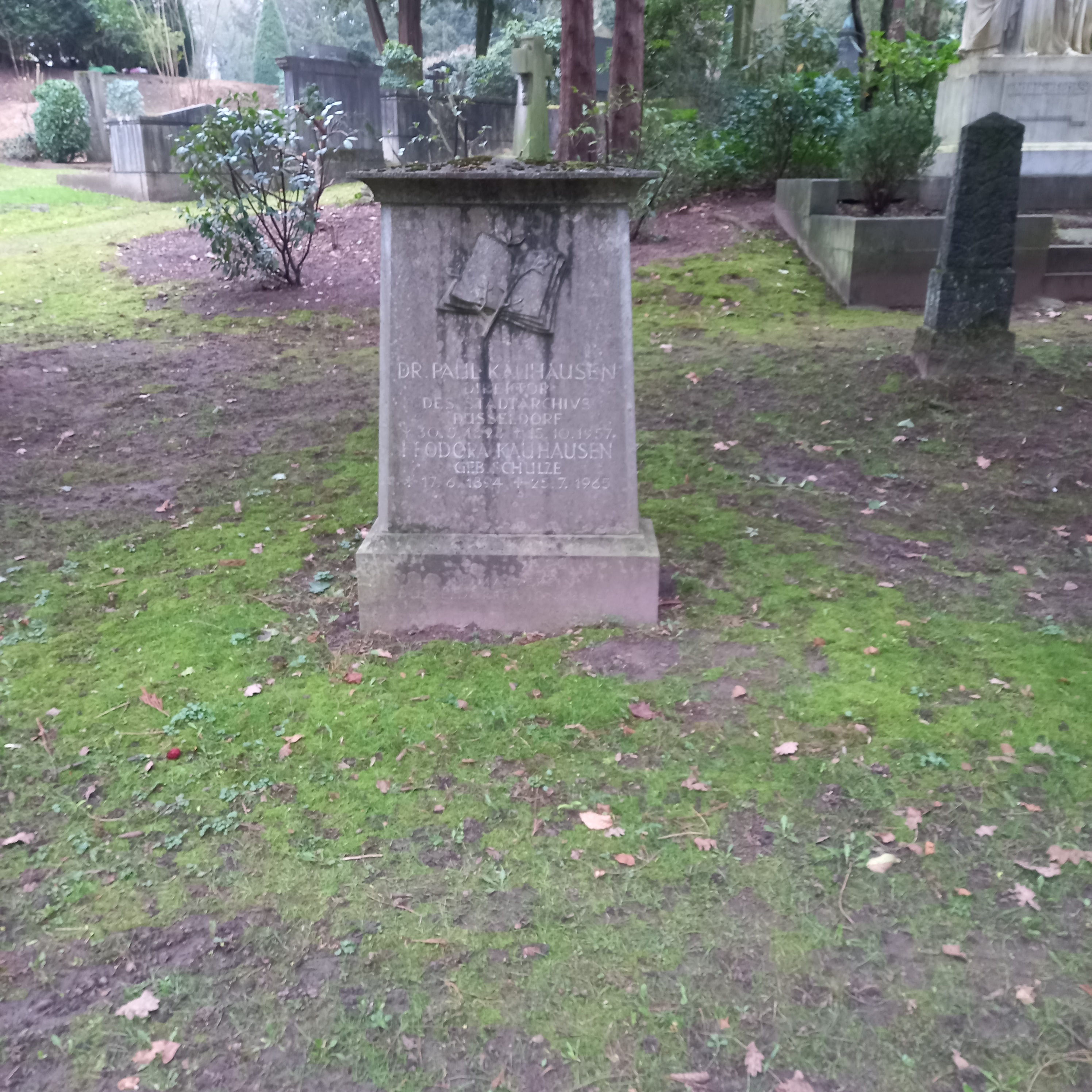
Grab von Paul Kauhausen und seiner Ehefrau Feodora, geborene Schulze, auf dem Nordfriedhof Düsseldorf

Kauhausen studierte Staatswissenschaften und Kunstgeschichte in Köln, Marburg, Freiburg und Würzburg. Er fand Anstellung am Stadtarchiv Düsseldorf. Als dessen Leiter Gustav Mücke 1942 in die Organisation Rosenberg wechselte, übernahm Kauhausen die praktische Leitung des Stadtarchivs. 1945 wurde er auch formell Leiter dieses Instituts, das bis zu zehn Personen beschäftigte und ab 1947 dem Hauptamt der Stadt unterstellt war. Nachdem Kauhausen im Alter von 59 Jahren gestorben war, wurde Hugo Weidenhaupt zum neuen Archivleiter berufen.
Als Chronist führte Kauhausen in den Jahren 1940 bis 1943 Notizbücher mit täglichen Einträgen der Fliegeralarme in Düsseldorf. Als Historiker schrieb er vor allem über Personen und Gegenstände der Stadtgeschichte, engagierte sich im örtlichen Vereinswesen und gehörte zu den Gründern des Heimatvereins Düsseldorfer Jonges. Deren Zeitschrift Das Tor. Düsseldorfer Heimatblätter redigierte er.

## Veröffentlichungen (Auswahl)
- Die alte Abtei Düsselthal. In: Jan Wellem. Zeitschrift für Kultur und Tradition der Alde Düsseldorfer Bürgergesellschaft von 1920 e.V. Band 1, Heft 4 (1926), S. 73–75.
- Die Hundsburg. In: Jan Wellem. Zeitschrift für Kultur und Tradition der Alde Düsseldorfer Bürgergesellschaft von 1920 e.V. Band 2, 1927, S. 326–329.
- mit August Schönherr, Gustav Reuter: Das Düsseldorfer Pflegehaus und seine Geschichte. Ein Beitrag zur Düsseldorfer Heimatgeschichte (= Schriften des Städtischen Wohlfahrts- und Gesundheitsamtes Düsseldorf, Heft 10). Schwann, Düsseldorf 1927.
- Der Düssel entlang. Schwann, Düsseldorf 1929.
- Es reden die Steine vom Leben. Düsseldorfer Gräber. Verlag Gebr. Krumbiegel, Düsseldorf 1931.
- Die Geschichte des Düsseldorfer Mausoleums. In: Das Tor. Jahrgang 4, Heft 5 (1935), S. 8–16, 101–111.
- Zur Geschichte der Düsseldorfer Kreuzherrenkirche. In: Das Tor. Jahrgang 4, Heft 7 (1935), S. 183–188.
- Von der alten Residenz bis zur Barbarossa-Pfalz. In: Das Tor. Jahrgang 4, Heft 8 (1935), S. 217–221 (PDF).
- Chronik der Stadt Düsseldorf. C. H. Weise, Berlin 1938.
- Collenbachs Gut. In: Theaterwelt, 16, 1940, Heft 5, S. 58–62.
- mit Wilhelm Claßen, Hans Stöcker: Düsseldorf 1848. Bilder und Dokumente. Bastion-Verlag, Düsseldorf 1948.
- Hundert Jahre Katholischer Waisenverein Düsseldorf. Düsseldorf 1951.
- Das Capuziner-Kloster zu Düsseldorf. In: Das Tor. 17. Jahrgang (1951), S. 146–156.
- Deutsche Dichtergräber in allen Landen. Hermes, Düsseldorf 1955.
- als Herausgeber: Die Lebenserinnerungen des Johann Wilhelm Schirmer (= Niederrheinische Landeskunde, Heft 10). Krefeld 1956.